# مارلون ميخيا
مارلون ميخيا هو لاعب كرة قدم إكوادوري في مركز الدفاع، ولد في 21 سبتمبر 1994 في غواياكيل في الإكوادور. لعب مع نادي إيميلك.

## وصلات خارجية
- مارلون ميخيا على موقع الاتحاد الدولي (مؤرشف)  (الإنجليزية)
- مارلون ميخيا على موقع قاعدة بيانات كرة القدم.إي يو (الإنجليزية)
- مارلون ميخيا على موقع Soccerway.com (الإنجليزية)
- مارلون ميخيا على موقع AS.com (الإسبانية)